# Prototomus
Prototomus — вимерлий рід гієнодонтових ссавців. Скам'янілості знайдено в таких країнах: Бельгія, Франція, Монголія, Велика Британія, США. Описано такі види: Prototomus deimos, Prototomus girardoti, Prototomus martis, Prototomus minimus, Prototomus multicuspis, Prototomus phobos, Prototomus robustus, Prototomus secundarius.